# Shenmue: The Movie
Shenmue: The Movie ist ein Japanischer, computeranimierter-Actionfilm von Yu Suzuki, der auf der gleichnamigen Videospiel von Sega basiert.

## Inhalt
Am 29. November 1986 kehrte Ryō Hazuki nach Hause zurück. Dabei muss er im Dōjō mit ansehen, wie sein Vater Iwao Hazuki von einem mysteriösen chinesischen Kämpfer namens Lan Di eigenhändig getötet wird. Lan Di war mit seinen Wächtern dort auf der Suche nach einem ominösen Spiegel und rächte seinen Vater, den Iwao vor Jahren getötet haben soll. Nach dem Tod seines Vaters begibt sich Ryō einige Tage später auf die Suche nach dem Mörder seines Vaters und erfährt mehr über die Bedeutung des Dragon Mirrors und Existenz eines weiteren Spiegels, des Phoenix Mirrors. Im Laufe des Films findet er diesen und erfährt, dass Lan Di nach Hongkong unterwegs ist, woraufhin Ryō ihm folgt. Dafür begibt er sich auf ein Schiff, mit dessen Abfahrt das Films endet.

## Synchronisation
| Figur                       | Synchronsprecher (Original) |
| --------------------------- | --------------------------- |
| Ryu Hazuki                  | Corey Marshall              |
| Lan Di                      | Paul Lucas                  |
| Iwao Hazuki                 | Eobert Jefferson            |
| Nozomi Harasaki             | Ruth Hollyman               |
| Akemi Sato / Yuriko Kikuchi | Lynn Harris                 |

## Produktion und Veröffentlichung
Regie führte Yu Suzuki, der auch das Drehbuch schrieb. Die Musik komponierte Ryuji Ichui. Der Film ist eine Zusammenfassung des gleichnamigen Spiels. 2001 kam der Film auf Englisch mit japanischen Untertiteln in den japanischen Kinos und wurde noch als Beilage für die Xbox-Version von Shenmue II beigelegt. Später erschien der Film in Japan auf DVD.